# 가모가와촌 (효고현)
가모가와촌(鴨川村)은 효고현 가토군에 설치되었던 촌이다. 현재의 가토시에 해당한다.